# Osmia aquilonaria
Osmia aquilonaria  (лат.) — вид пчёл рода осмии из трибы Osmiini семейства Мегахилиды. Северная Америка.

## Распространение
Неарктика: Канада (Квебек, Нунавут, Онтарио, Новая Шотландия, Северо-Западные Территории) и США (Аляска, Вайоминг)

## Описание
Длина самок 8,2—11,0 мм, длина их передних крыльев 6,4—6,8 мм (у самцов: 8,2—9,5 и 5,9—6,3 мм, соответственно). Основная окраска коричнево-чёрная (красноватый оттенок на челюстях, усиках, апикальных краях 1-5 тергитов брюшка и ногах). Наличник ниже апикального края с боковой пучок золотых и медиально направленных волосков. Золотисто-беловатые волоски расположены на в области усиков, на лбу, в задней части проподеума, на мезоскутуме, мезоскутеллюме и метанотуме, а также на верхней поверхности тергитов T1, T2, T6. Посещают цветы Lupinus arcticus, Rubus. Вид был впервые описан в 2010 году американскими энтомологами Молли Райтмиер, Терри Грисволдом (Molly G. Rightmyer, Terry Griswold, USDA-ARS Bee Biology and Systematics Laboratory, Utah State University, Logan UT, США) и Майклом Ардусером (Michael S. Arduser, Missouri Department of Conservation, Миссури, США). Osmia aquilonaria отличается от единственного американского члена группы inermis species group вида Osmia laticeps, заострённой формой 3-го зубца и внешними краями мандибулами. Вид Osmia aquilonaria сходен с палеарктическим видом Osmia svenssoni.